# Szczepan Bochenek

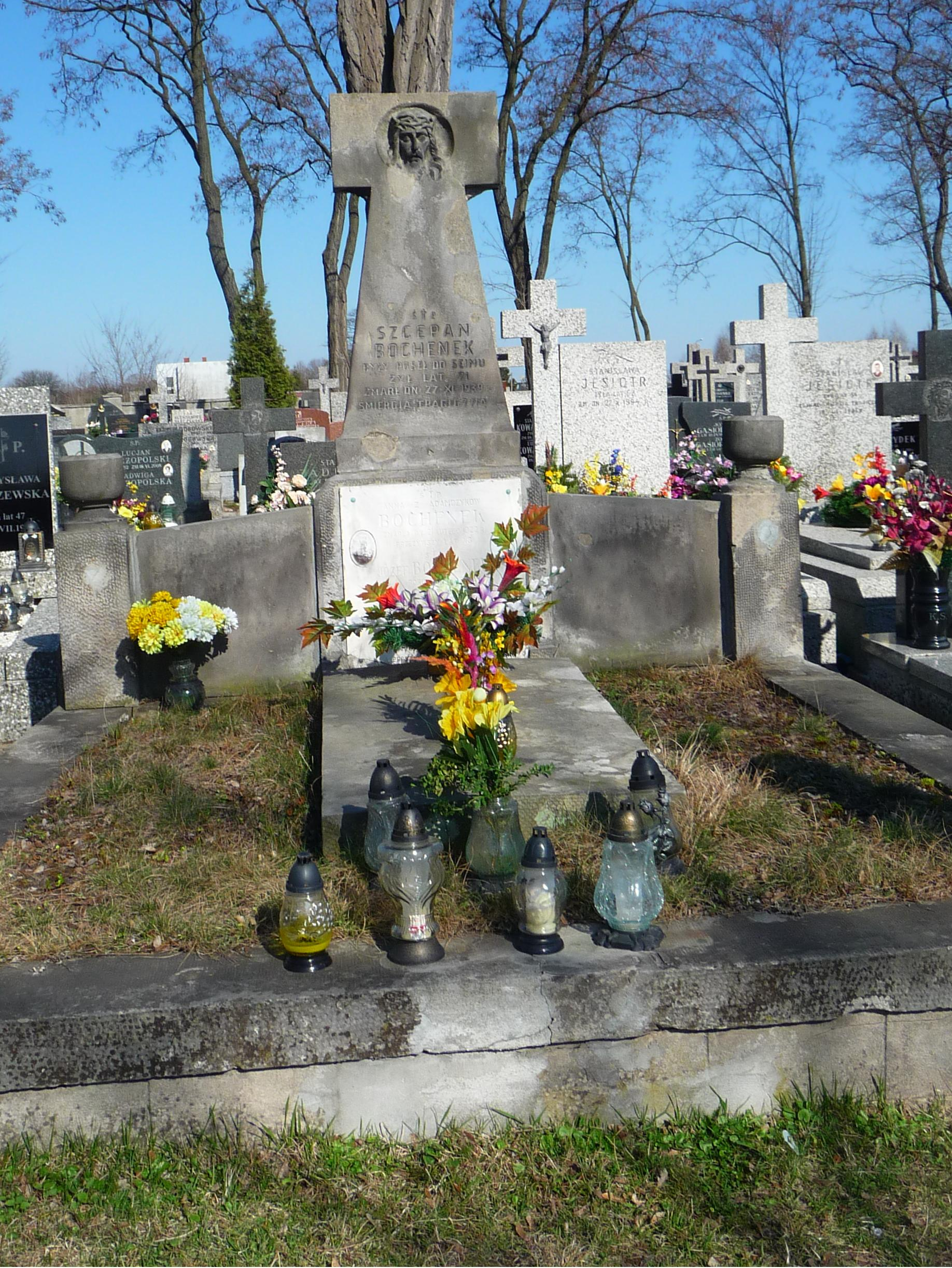
Grób Szczepana Bochenka, jego pierwszej żony i syna na cmentarzu parafialnym w Zerzniu

Szczepan Bochenek (ur. 26 grudnia 1868 w Borkowie, zm. 29 listopada 1939 w Kuligowie) – polski polityk, poseł na Sejm Ustawodawczy (1919–1922), członek Związku Ludowo-Narodowego, rolnik.

## Życiorys
Był synem chłopa Michała Bochenka i Agnieszki z Pątków, miał liczne rodzeństwo. W 1897 roku ożenił się z Anną Adamczyk, z którą miał dwoje dzieci. Jego syn, Józef był porucznikiem Wojska Polskiego. Drugą żoną była Józefa Zakrzewska z Kryśkiewiczów. Bochenek został zamordowany na tle rabunkowym 29 listopada 1939 roku we wsi Kuligów, obecnie na terenie Warszawy. Pochowano go na cmentarzu parafialnym w Zerzniu.